# Paliuli
En la mitología hawaiana, Paliuli es el equivalente al Jardín del Edén, un paraíso legendario y el hogar de la Princesa Laieikawai (Lā'ie-i-ka-wai). Se utilizó para varios nombres de lugares, incluido un ingenio azucarero propiedad de Henry Perrine Baldwin.
La Iglesia de la Unión Makawao se construyó sobre sus cimientos.
Literalmente pali uli en idioma hawaiano significa «acantilado verde».
En otra leyenda, Ku y Hinawelalani tenían tres hijos; Kahanaiakeakua, Paliuli y Keaomelemele. Se criaron por separado. Paliuli fue criado por Waka en Paliuli y Puna, en la isla de Hawái.